# Чемпіонат світу з хокею із шайбою (дивізіон III)
Чемпіонат світу з хокею із шайбою (дивізіон III) — щорічне змагання, яке організовується Міжнародною Федерацією хокею із шайбою з 1987 року. Четвертий ешелон чемпіонату світу з хокею із шайбою. Спочатку турнір мав назву Група D, переможець якої виходив до групи С.

## Історія
У 1987 році була утворена Група D переможець якої виходив до групи С. У 1997 році у турнірі брали участь чотири збірні, у 2000 році сім збірних. Третій дивізіон був утворений у 2003 році. За регламентом змагань дві найкращі збірні переходили до II Дивізіону, а дві найгірші з другого дивізіону вилітали до третього дивізіону. 
Починаючи з 2012 року, обмін з другим дивізіоном скоротили до однієї збірної.
Два роки поспіль з 2020 по 2021 роки, турніри не проводили через пандемію COVID-19.

## Група D

### Чемпіони 1987—2000 років
| Рік   | Національна збірна |
| ----- | ------------------ |
| 1987  | Австралія          |
| 1989  | Бельгія            |
| 1990  | Велика Британія    |
| 1992^ | Іспанія            |
| 1994^ | Естонія            |
| 1995^ | Хорватія           |
| 1996  | Литва              |
| 1997  | Хорватія           |
| 1998  | Болгарія           |
| 1999  | Іспанія            |
| 2000  | Ізраїль            |

^ – 1992, 1994 та 1995 не було групи «D», натомість група «C» була поділена на дві підгрупи, де переможець «С2» підвищувався до «С1», що по суті, робить «C2» групою «D». Відповідно, переможці (Іспанія, Естонія та Хорватія), перераховані в таблиці.

## Результати третього дивізіону

### Чемпіон та срібний призер 2001—2011 років
| Рік   | Чемпіон та друга збірна що виходить до II Дивізіону | Чемпіон та друга збірна що виходить до II Дивізіону |
| ----- | --------------------------------------------------- | --------------------------------------------------- |
| 2001^ | Туреччина                                           | Люксембург                                          |
| 2002  | Північна Корея                                      | Мексика                                             |
| 2003  | Нова Зеландія                                       | Люксембург                                          |
| 2004  | Ісландія                                            | Туреччина                                           |
| 2005  | Мексика                                             | ПАР                                                 |
| 2006  | Ісландія                                            | Туреччина                                           |
| 2007  | Нова Зеландія                                       | Ірландія                                            |
| 2008  | Північна Корея                                      | ПАР                                                 |
| 2009  | Нова Зеландія                                       | Туреччина                                           |
| 2010  | Північна Корея                                      | Ірландія                                            |
| 2011  | Ізраїль                                             | ПАР                                                 |

### Чемпіони 2012—2019 років
| Рік  | Чемпіон        |
| ---- | -------------- |
| 2012 | Туреччина      |
| 2013 | ПАР            |
| 2014 | Болгарія       |
| 2015 | Північна Корея |
| 2016 | Туреччина      |
| 2017 | Люксембург     |
| 2018 | Грузія         |
| 2019 | Болгарія       |

### Результати з 2020 року
| 2020 | Скасовано через пандемію COVID-19    | Скасовано через пандемію COVID-19 | Скасовано через пандемію COVID-19 | Скасовано через пандемію COVID-19 | Скасовано через пандемію COVID-19 | Скасовано через пандемію COVID-19 | Скасовано через пандемію COVID-19 | Скасовано через пандемію COVID-19 | Скасовано через пандемію COVID-19 | Скасовано через пандемію COVID-19 |
| 2021 | Скасовано через пандемію COVID-19    | Скасовано через пандемію COVID-19 | Скасовано через пандемію COVID-19 | Скасовано через пандемію COVID-19 | Скасовано через пандемію COVID-19 | Скасовано через пандемію COVID-19 | Скасовано через пандемію COVID-19 | Скасовано через пандемію COVID-19 | Скасовано через пандемію COVID-19 | Скасовано через пандемію COVID-19 |
| 2022 | Об'єднані Арабські Емірати Туреччина | ПАР Таїланд                       | —                                 | —                                 |                                   |                                   |                                   |                                   |                                   |                                   |
| 2023 | Китайський Тайбей                    | Киргизстан                        | Північна Корея                    | Малайзія                          |                                   |                                   |                                   |                                   |                                   |                                   |
| 2024 | Таїланд                              | Боснія і Герцеговина              | Мексика                           | Іран                              |                                   |                                   |                                   |                                   |                                   |                                   |
| 2025 | Киргизстан                           | Мексика                           | Люксембург                        | Сінгапур                          |                                   |                                   |                                   |                                   |                                   |                                   |